# Emanuele Stablum
Emanuele Stablum (Terzolas, 10 giugno 1895 – Roma, 16 marzo 1950) è stato un medico e religioso italiano appartenente alla Congregazione dei Figli dell'Immacolata Concezione, noto per aver contribuito alla riorganizzazione negli anni 1930 delle attività ospedaliere dell'Istituto Dermopatico dell'Immacolata, e per aver salvato, durante l'occupazione tedesca di Roma, circa un centinaio di persone offrendo loro un rifugio all'interno nell'ospedale.

## Biografia
Nacque a Terzolas, in Val di Sole (provincia di Trento), il 10 giugno 1895 da una famiglia di umili origini di religione cattolica. All'età di 15 anni entrò nella comunità religiosa di Saronno della Congregazione dei Figli dell'Immacolata Concezione, appena 10 anni dopo la morte del fondatore Luigi Maria Monti.
Il 15 agosto del 1913 assunse i voti religiosi e due anni dopo si recò a Roma dove frequentò i corsi di filosofia in ordine al sacerdozio. Durante il primo anno di corso di teologia venne invitato dal Superiore Generale della congregazione a lasciare gli studi filosofici per iscriversi al corso di medicina presso l'Università degli Studi di Roma "La Sapienza".

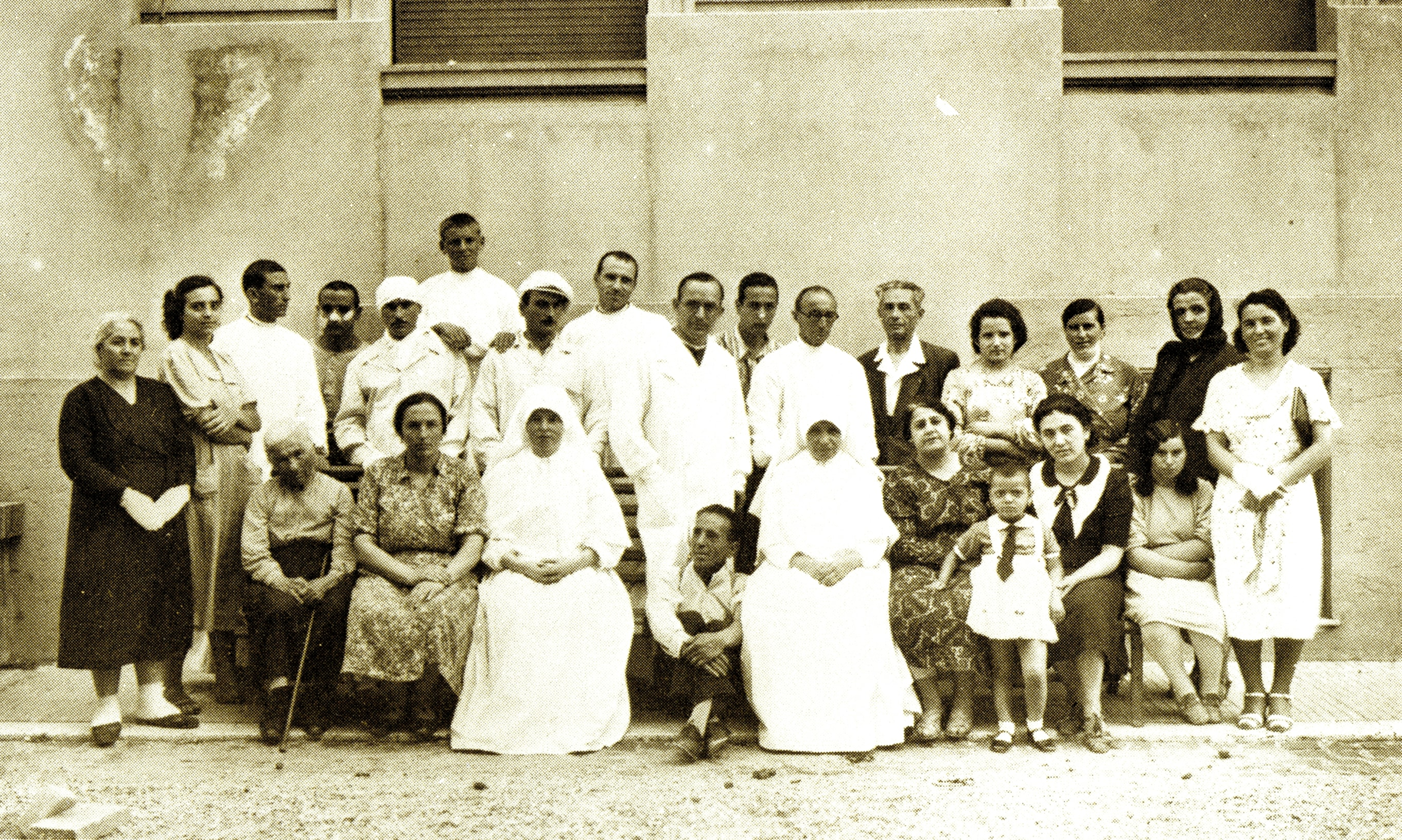
Stablum insieme ai pazienti dell'IDI e al personale sanitario (1940 circa)

Nel 1930 conseguì la laurea in medicina presso l'Università degli Studi di Napoli Federico II e già nel 1931 iniziò l'attività sanitaria (primo medico religioso della congregazione) presso l'Istituto Dermopatico dell'Immacolata, dando un notevole contributo alla crescita dell'istituzione.
Fu cofondatore dell'Associazione Medici Cattolici Italiani (AMCI) sorta nel 1945.
Morì il 16 marzo 1950 e fu sepolto nel Cimitero del Verano. Cinquant'anni dopo, il 16 marzo 2000, le sue spoglie furono traslate dal Verano all'IDI, dove riposano all'interno della cappella dell'ospedale.
Il 10 giugno 2005 si è concluso a Roma il processo diocesano di canonizzazione. Il 24 aprile 2021 viene dichiarato Venerabile da papa Francesco.

## Stablum "Giusto fra le Nazioni"

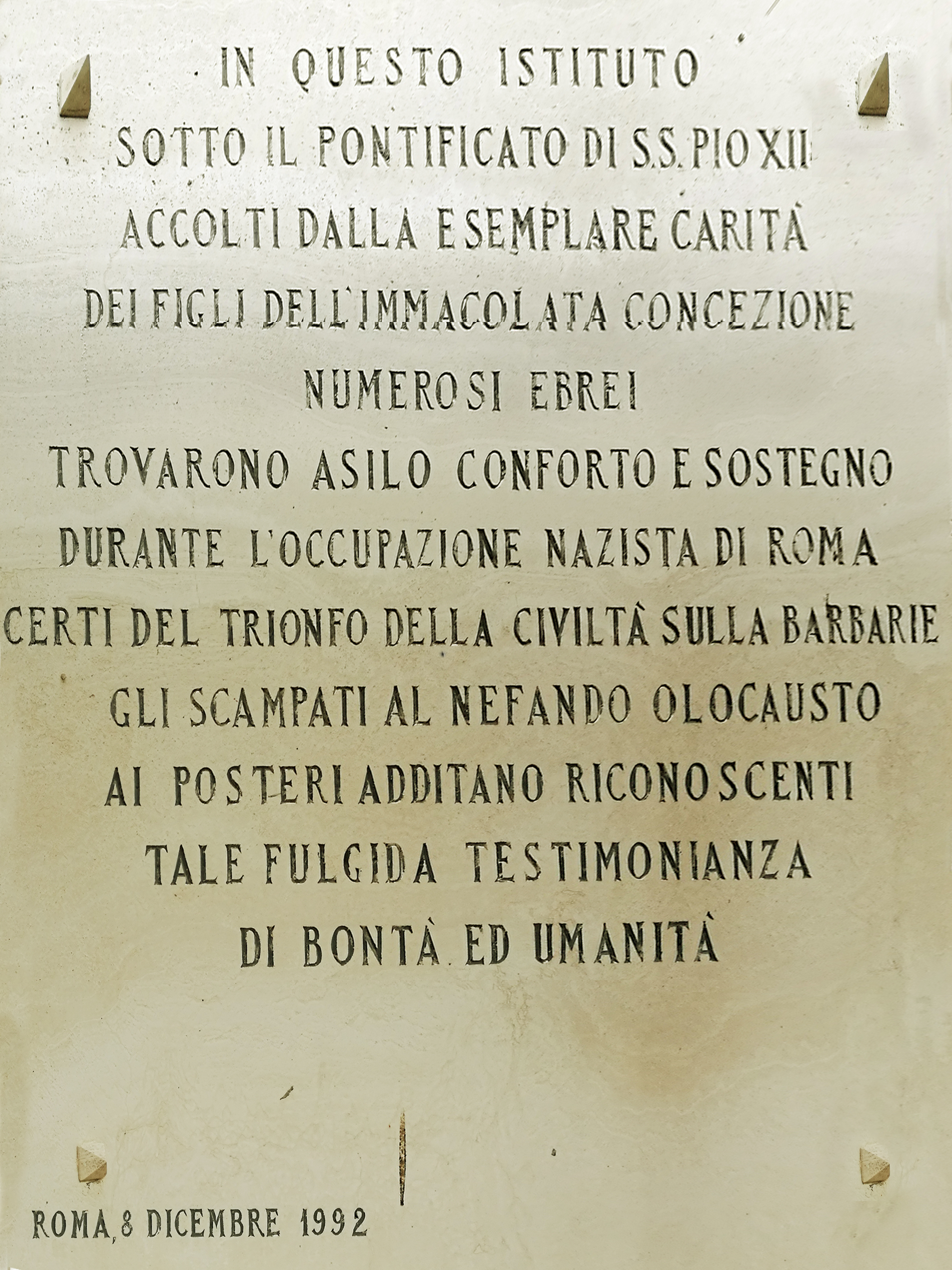
Targa commemorativa del 1992

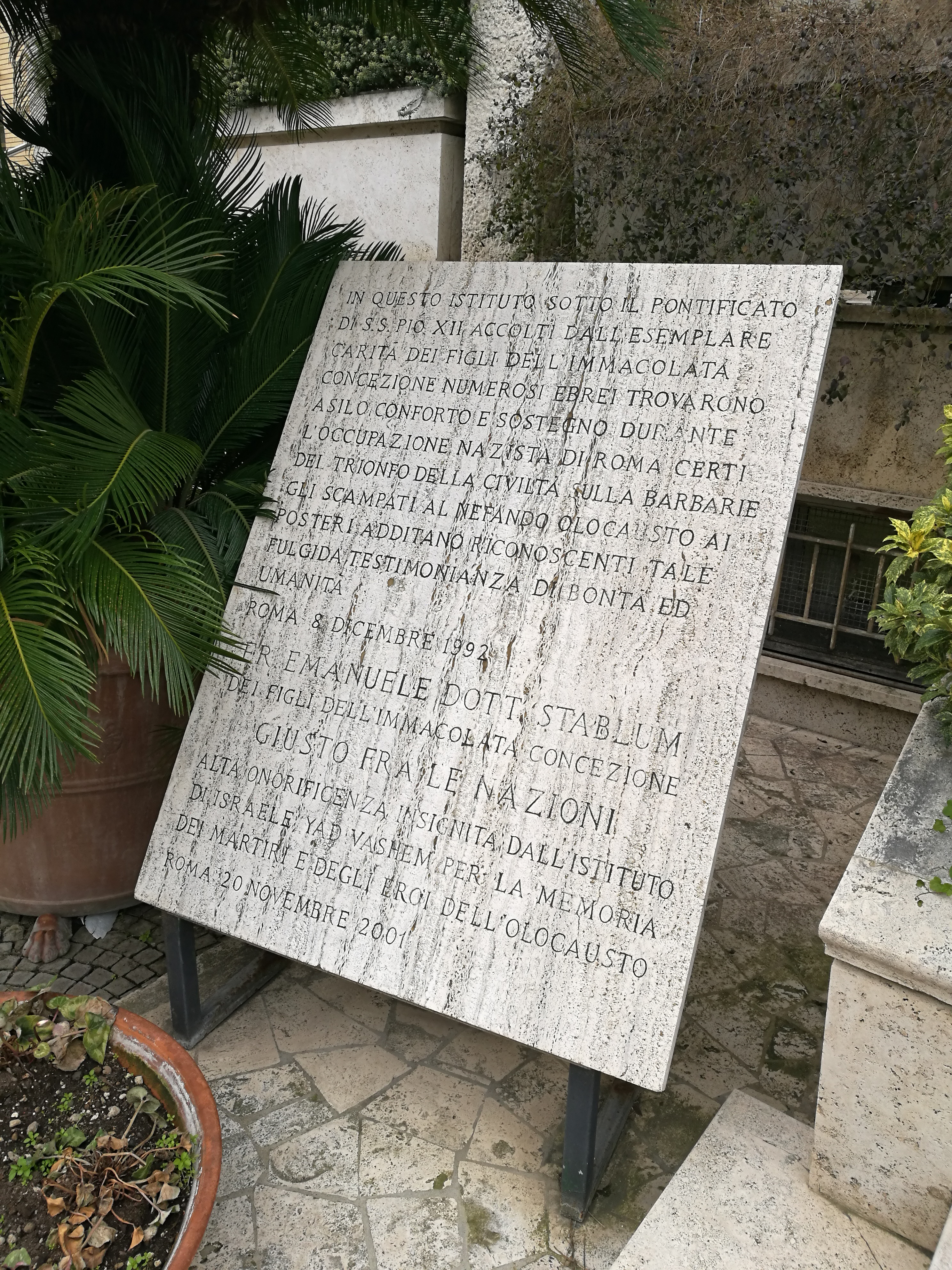
Emanuele Stablum Giusto fra le Nazioni (Targa commemorativa del 2001)

Nel 1943, durante l'occupazione tedesca di Roma, Stablum aprì le porte dell'Istituto Dermopatico dell'Immacolata di Roma salvando la vita a un centinaio di rifugiati, tra cui 52 ebrei, perseguitati dai nazisti. Per questo atto eroico, compiuto a rischio della propria vita, il 20 novembre 2001 lo Yad Vashem conferì a Emanuele Stablum l'onorificenza di "Giusto tra le nazioni" alla memoria. Presso l'IDI sono presenti due targhe commemorative: la prima fu posta l'8 dicembre 1992 dagli stessi sopravvissuti alle persecuzioni, mentre una seconda targa, situata in prossimità dell'ingresso dell'istituto, fu esposta il 20 novembre 2001, giorno del conferimento a Stablum dell'onorificenza di Giusto tra le Nazioni.

Bibliografia
Maltarello Agostino, Emanuele Stablum, Orizzonte medico, 1977
Cazzaniga Giovanni, Emanuele Stablum, LDC-Velar, 2008
Valentini Ruggero, Le alte vie di Emanuele Stablum, Editrice Vita trentina, 2020